# Кёниг, Иоганн Самуэль
Кёниг, Иога́нн Самуэ́ль (нем. Johann Samuel König; 31 июля 1712, Бюдинген (Германия) — 21 августа 1757, Зуйленстейн близ Амеронгена, Нидерланды) — швейцарский математик и механик. Член-корреспондент Парижской АН (1740), член Берлинской АН (1749), Лондонского Королевского общества (1750), Гёттингенской АН.

## Биография
Иоганн Самуэль Кёниг был сыном швейцарского теолога и востоковеда Самуэля Генриха Кёнига (Samuel Heinrich König), преподававшего в Берне, и его жены, Анны Марии Нётигер (Anna Maria Nöthiger).
Занимался математикой под руководством своего отца. С 1729 г. учился в Лозанне, с 1730 г. — в Базельском университете (в 1730—1733 гг. у Иоганна Бернулли, в 1733—1735 гг. — у Даниила Бернулли), где его однокурсниками были П. Л. Мопертюи и А. К. Клеро; в 1735—1737 г. изучал в Марбургском университете у Христиана Вольфа философию Лейбница.
Работал юристом в Берне (1737 г.) и в Париже (1738—1741 гг.); в Париже П. Л. Мопертюи представил его маркизе дю Шатле, которой Кёниг преподавал математику и философию Лейбница, а в 1740 г. был избран член-корреспондентом Парижской академии наук — после написания диссертации, посвящённой форме пчелиных сот (интерес к данной проблеме возник у Кёнига в ходе обсуждения ряда вопросов энтомологии с известным естествоиспытателем Р. Реомюром). Не сойдясь с маркизой дю Шатле по вопросу о размерах своей зарплаты, Кёниг вернулся в Берн, но в 1744 г. был выслан из города (сроком на десять лет) за публикацию либерального политического памфлета.
После высылки из Берна Кёниг был приглашён на работу в Россию, но предпочёл в 1745 г. переехать в Нидерланды, где стал профессором философии (с 1747 г. — и математики) университета в городе Франекер.
С 1749 г. он — профессор философии и естественного права Гаагского университета. В 1751 г. Кёниг, принятый в 1749 году в члены Берлинской академии наук, переехал в Берлин.
В марте того же года он ввязался в дискуссию, развернувшуюся вокруг принципа наименьшего действия (который П. Л. Мопертюи сформулировал в 1744 г. и возвёл в ранг наиболее общих законов природы), придав этой дискуссии новый поворот. Именно, он оспаривал приоритет Мопертюи в формулировке данного принципа и утверждал, что ещё Лейбниц высказал те же самые идеи в частном письме, направленном в 1707 году базельскому математику Якобу Герману. Отрывок из данного письма Кёниг опубликовал в журнале «Acta Eruditorum» (при этом само письмо никогда не предъявлялось, а в опубликованном отрывке, хотя и вводится понятие «действия», чётких указаний на принцип наименьшего действия не содержится). В этой дискуссии, занимавшей Кёнига все последние годы его жизни, на его стороне выступили почти все крупные европейские учёные и философы (П. Дарси, Г. Куртиврон, Ж. Л. Даламбер, Вольтер и др.), кроме Л. Эйлера, решительно поддержавшего Мопертюи.
В 1757 году Кёниг умер от сердечной недостаточности.

## Научная деятельность
Основное направление исследований — динамика. С именем Кёнига связаны такие важнейшие понятия динамики, как:
- кёнигова система отсчёта[11] — так называется невращающаяся (относительно инерциальных систем отсчёта) система отсчёта, движущаяся вместе с центром масс механической системы;
- оси Кёнига[12] — так называются оси системы декартовых координат в данной системе отсчёта, началом которых служит текущее положение {\displaystyle C} центра масс);
- кёнигова система координат[13][14] — так называется упоминавшаяся только что поступательно движущаяся система координат с началом в точке {\displaystyle C} .

Объясняется это тем, что именно Кёниг впервые применил аппарат поступательно перемещающихся координатных осей с началом в текущем положении центра масс твёрдого тела при исследовании динамики такого тела.
Важнейший результат был получен Кёнигом в 1751 г., когда он сформулировал и доказал теорему о кинетической энергии движения абсолютно твёрдого тела по отношению к центру масс (теорема Кёнига; в настоящее время её обычно формулируют применительно к произвольной механической системе).
Рассмотрим формулировку теоремы Кёнига применительно к системе материальных точек. Заметим, что под движением такой системы относительно её центра масс понимается движение точек системы относительно кёниговой системы отсчёта.
Пусть {\displaystyle m_{_{\nu }}} — масса точки {\displaystyle M_{_{\nu }}} рассматриваемой системы точек,  {\displaystyle \mathbf {v} _{_{\nu }}} — абсолютная скорость данной точки,  {\displaystyle \mathbf {v} _{_{\nu }}^{^{_{_{\rm {OTH}}}}}=\mathbf {v} _{_{\nu }}-\mathbf {v} _{_{C}}} — скорость этой точки в её движении относительно центра масс системы.
Пусть, далее, {\displaystyle T} — кинетическая энергия системы,  {\displaystyle T^{^{_{_{\,{\rm {OTH}}}}}}} — кинетическая энергия движения системы относительно центра масс;  это — величины, определяемые по формулам
{\displaystyle T\;=\;{\frac {1}{2}}\;\,{\overset {}{\overset {N}{\underset {{\nu }=1}{\sum }}}}\;m_{_{\nu }}\,{v_{_{\nu }}^{\,2}}\;,\;\;\;\;\;T^{^{_{_{\,{\rm {OTH}}}}}}\;=\;{\frac {1}{2}}\;\,{\overset {}{\overset {N}{\underset {{\nu }=1}{\sum }}}}\;m_{_{\nu }}\left(v_{_{\nu }}^{^{_{_{\rm {OTH}}}}}\right)^{\,2}\;.}
Теорема Кёнига: Кинетическая энергия системы равна сумме кинетической энергии, которую имела бы материальная точка, расположенная в центре масс системы и имеющая массу, равную массе системы, и кинетической энергии движения системы относительно центра масс:
{\displaystyle T\;=\;{\frac {1}{2}}\;M\,{v_{_{C}}}^{2}\;+\;T^{^{_{_{\,{\rm {OTH}}}}}}\;,}
где {\displaystyle M} — масса системы (т. e. сумма масс всех входящих в данную систему точек).

## Публикации
- König J. S.  Epistola ad geometras // Nova acta eruditorum. — 1735. — P. 353—363.
- König J. S.  De nova quadam facili delineatu trajectoria, et de methodis, hue spectantibus, dissertatiuncula // Nova acta eruditorum. — 1735. — P. 400—411.
- König J. S.  De centro inertiae atque gravitatis meditatiuncula prima // Nova acta eruditorum. — 1738. — P. 34—48.
- König J. S.  Lettre de Paris a Berne le 29 novembre 1739 sur la constrction des alveoles des abeilles, avec quelques partifularites litteraires // Journal helvetique. — 1740. — P. 353—363.
- König J. S.  Figur der Erden bestimmt durech die Beobachtugen des Herrn von Naupertuis. — Zurich, 1741.
- König J. S.  De optimis Wolfianae et Newtonianae philosophiae methodis earumque consensu. — Franeker, 1741.
- König J. S.  De universali principio aequilibrii et motus, in vi viva reperto, deque nexu inter vim vivam et actionem, utriusque minimo dissertatio // Nova acta eruditorum. — 1751. — P. 125—135, 162—176.
- König J. S.  Recueil d’écrits sur la question de la moindre action. — Leiden, 1752.